# Karey Kirkpatrick
Karey Kirkpatrick (Monroe, 14 dicembre 1964) è uno sceneggiatore, regista e produttore cinematografico statunitense.

## Biografia
Kirkpatrick frequenta la USC School of Cinematic Arts presso la University of Southern California, dove si laurea nel 1988. Inizia poi la propria carriera di sceneggiatore alla Walt Disney Animation Studios, dove ha lavorato per più di tre anni. I suoi lavori più noti in qualità di sceneggiatore sono Bianca e Bernie nella terra dei canguri, Galline in fuga, Guida galattica per autostoppisti, La tela di Carlotta, Spiderwick - Le cronache e I Puffi 2.
Kirkpatrick ha avuto un rapporto di lunga data anche con la DreamWorks Animation, dove ha contribuito come scrittore o consulente per la storia de La strada per El Dorado e Madagascar. Nel maggio 2006 è uscito La gang del bosco, per il quale Kirkpatrick, oltre ad aver collaborato alla stesura della sceneggiatura, ha fatto anche il suo debutto alla regia, condividendo i crediti di regia con Tim Johnson.
Nel 2009 debutta nella regia live-action con il film Immagina che, con protagonista Eddie Murphy. Nel 2018 ha co-scritto e diretto Smallfoot - Il mio amico delle nevi, per il quale ha scritto anche sei delle canzoni originali presenti nel film insieme al fratello Wayne.

## Filmografia

### Sceneggiatore
- Bianca e Bernie nella terra dei canguri (The Rescuers Down Under), regia di Hendel Butoy e Mike Gabriel (1990)
- James e la pesca gigante (James and the Giant Peach), regia di Henry Selick (1996)
- Tesoro, ci siamo ristretti anche noi (Honey, We Shrunk Ourselves), regia di Dean Cundey (1997)
- Galline in fuga (Chicken Run), regia di Peter Lord e Nick Park (2000)
- Il mio amico vampiro (The Little Vampire), regia di Uli Edel (2000)
- Guida galattica per autostoppisti (The Hitchhiker's Guide to the Galaxy), regia di Garth Jennings (2005)
- La gang del bosco (Over the Hedge), regia di Tim Johnson e Karey Kirkpatrick (2006)
- La tela di Carlotta (Charlotte's Web), regia di Gary Winick (2006)
- Flakes, regia di Michael Lehmann (2007)
- Spiderwick - Le cronache (The Spiderwick Chronicles), regia di Mark Waters (2008)
- I Puffi 2 (The Smurfs 2), regia di Raja Gosnell (2013)
- Smallfoot - Il mio amico delle nevi (Smallfoot), regia di Karey Kirkpatrick (2018)
- Galline in fuga - L'alba dei nugget (Chicken Run: Dawn of the Nugget), regia di Sam Fell (2023)

### Regista
- La gang del bosco (Over the Hedge) (2006) - co-diretto con Tim Johnson
- Immagina che (Imagine That) (2009)
- Smallfoot - Il mio amico delle nevi (Smallfoot) (2018)

### Produttore
- Flakes, regia di Michael Lehmann (2007)
- Spiderwick - Le cronache (The Spiderwick Chronicles), regia di Mark Waters (2008)
- Smallfoot - Il mio amico delle nevi (Smallfoot), regia di Karey Kirkpatrick (2018) - produttore esecutivo
- Galline in fuga - L'alba dei nugget (Chicken Run: Dawn of the Nugget), regia di Sam Fell (2023) - produttore esecutivo